# جام اکتوگونال ریواداویا کوریا مایر
جام اکتوگونال ریواداویا کوریا مایر یک تورنمنت بین قاره‌ای فوتبال باشگاهی بود که در سال ۱۹۵۳ در برزیل برگزار شد. این تورنمنت توسط کنفدراسیون ورزشی برزیل به عنوان جانشین کوپا ریو برگزار شد که تیم‌هایی از اروپا و آمریکای جنوبی در آن حضور داشتند. این تورنمنت، قالبی مشابه با مدل قبلی خود داشت و همچنین از ۱۷ خرداد تا ۱۳ تیر ۱۳۳۲ در ریو دو ژانیرو و سائو پائولو برگزار شد. باشگاه‌های شرکت‌کننده به دو گروه چهار تیمی تقسیم شدند که به صورت تک‌بازی باهمدیگر روبرو شدند.
در این مسابقات بازیکنانی مانند آبدولیو وارلا، روکه ماسپولی، آلچدس گیجیا، خوان آلبرتو شیافینو از پنیارول، خوزه تراواسوس از اسپورتینگ، دیدی، ژائو پینیرو از فلومیننزه، لوئیزینیو، ژیلمار از کورینتیانس و راجر فونلانتن حضور داشتند.
فینال مسابقات در قالب دو بازی رفت و برگشت بین دو تیم برزیلی واسکو دوگاما و سائوپائولو برگزار شد. واسکو دوگاما درمجموع با نتیجه ۳–۱ برنده و قهرمان شد.
این مسابقات به افتخار ریواداویا کورئا مایر، مدیر اجرایی فوتبال و رئیس کنفدراسیون ورزشی برزیل، که از سال ۱۹۴۳ تا ۱۹۵۵ آن را بر عهده داشت، نامگذاری شد.

## شرکت کنندگان
| تیم          |
| ------------ |
| بوتافوگو     |
| فلومیننزه    |
| واسکو دوگاما |
| کورینتیانس   |
| سائوپائولو   |
| الیمپیا      |
| هیبرنین      |
| اسپورتینگ    |

## ورزشگاه‌ها
| ریو دو ژانیرو    | سائو پائولو      |
| ---------------- | ---------------- |
| ورزشگاه ماراکانا | ورزشگاه پاکائمبو |
| گنجایش: ۱۵۰،۰۰۰  | گنجایش: ۷۱،۰۰۰   |
|                  |                  |

## مرحله گروهی

### گروه ۱: ریو دو ژانیرو
| تیم          | بازی | برد | تساوی | باخت | گل زده | گل خورده | تفاضل | امتیاز |
| ------------ | ---- | --- | ----- | ---- | ------ | -------- | ----- | ------ |
| واسکو دوگاما | ۳    | ۲   | ۱     | ۰    | ۷      | ۵        | ۲     | ۵      |
| فلومیننزه    | ۳    | ۱   | ۱     | ۱    | ۶      | ۴        | ۲     | ۳      |
| بوتافوگو     | ۳    | ۱   | ۱     | ۱    | ۶      | ۵        | ۱     | ۳      |
| هیبرنین      | ۳    | ۰   | ۱     | ۲    | ۴      | ۹        | -۵    | ۱      |

| واسکو دوگاما | ۳–۳ | هیبرنین |
| ------------ | --- | ------- |
|              |     |         |

| بوتافوگو | ۳–۱ | هیبرنین |
| -------- | --- | ------- |
|          |     |         |

| واسکو دوگاما | ۲–۱ | فلومیننزه |
| ------------ | --- | --------- |
|              |     |           |

| بوتافوگو | ۲–۲ | فلومیننزه |
| -------- | --- | --------- |
|          |     |           |

| فلومیننزه | ۳–۰ | هیبرنین |
| --------- | --- | ------- |
|           |     |         |

| واسکو دوگاما | ۲–۱ | بوتافوگو |
| ------------ | --- | -------- |
|              |     |          |

### گروه ۲: سائو پائولو
| تیم        | بازی | برد | تساوی | باخت | گل زده | گل خورده | تفاضل | امتیاز |
| ---------- | ---- | --- | ----- | ---- | ------ | -------- | ----- | ------ |
| سائوپائولو | ۳    | ۲   | ۱     | ۰    | ۹      | ۳        | ۶     | ۵      |
| کورینتیانس | ۳    | ۲   | ۱     | ۰    | ۸      | ۴        | ۴     | ۵      |
| اسپورتینگ  | ۳    | ۰   | ۱     | ۲    | ۳      | ۷        | -۴    | ۱      |
| الیمپیا    | ۳    | ۰   | ۱     | ۲    | ۴      | ۱۰       | -۶    | ۱      |

| کورینتیانس | ۵–۲ | الیمپیا |
| ---------- | --- | ------- |
|            |     |         |

| سائوپائولو | ۴–۱ | الیمپیا |
| ---------- | --- | ------- |
|            |     |         |

| کورینتیانس | ۲–۱ | اسپورتینگ |
| ---------- | --- | --------- |
|            |     |           |

| سائوپائولو | ۴–۱ | اسپورتینگ |
| ---------- | --- | --------- |
|            |     |           |

| الیمپیا | ۱–۱ | اسپورتینگ |
| ------- | --- | --------- |
|         |     |           |

| سائوپائولو | ۱–۱ | کورینتیانس |
| ---------- | --- | ---------- |
|            |     |            |

## مرحله حذفی

### نیمه نهایی

#### دور رفت
| سائوپائولو | ۱–۰ | فلومیننزه |
| ---------- | --- | --------- |
|            |     |           |

| واسکو دوگاما | ۴–۲ | کورینتیانس |
| ------------ | --- | ---------- |
|              |     |            |

#### دور برگشت
| فلومیننزه | ۰–۱ | سائوپائولو |
| --------- | --- | ---------- |
|           |     |            |

| کورینتیانس | ۱–۳ | واسکو دوگاما |
| ---------- | --- | ------------ |
|            |     |              |

### فینال
| سائوپائولو | ۰–۱    | واسکو دوگاما |
| ---------- | ------ | ------------ |
|            | Report | دژیر         |

| واسکو دوگاما | ۲–۱    | سائوپائولو  |
| ------------ | ------ | ----------- |
| پینگا        | Report | پی دل والسا |

| واسکو دوگاما | سائوپائولو |